# أبجدان (أنديكا)
أبجدان (بالفارسية: آبژدان) هي منطقة سكنية تقع في إيران في قسم آبجدان الريفي. يقدر عدد سكانها بـ 789 نسمة .